# Municipio de Center (condado de Columbiana)
El municipio de Center (en inglés: Center Township) es un municipio ubicado en el condado de Columbiana en el estado estadounidense de Ohio. En el año 2010 tenía una población de 6313 habitantes y una densidad poblacional de 68,62 personas por km².

## Geografía
El municipio de Center se encuentra ubicado en las coordenadas 40°46′24″N 80°48′16″O / 40.77333, -80.80444. Según la Oficina del Censo de los Estados Unidos, el municipio tiene una superficie total de 91.99 km², de la cual 91.5 km² corresponden a tierra firme y (0.54%) 0.5 km² es agua.

## Demografía
Según el censo de 2010, había 6313 personas residiendo en el municipio de Center. La densidad de población era de 68,62 hab./km². De los 6313 habitantes, el municipio de Center estaba compuesto por el 97.35% blancos, el 1.09% eran afroamericanos, el 0.11% eran amerindios, el 0.16% eran asiáticos, el 0.03% eran isleños del Pacífico, el 0.16% eran de otras razas y el 1.09% pertenecían a dos o más razas. Del total de la población el 0.71% eran hispanos o latinos de cualquier raza.